# Flow (parkour)
Flow – w parkour i freerun płynne wykonywanie ewolucji na różnych przeszkodach bez zbędnego zatrzymywania się czy zwalniania; płynność ruchów. Najczęściej doskonalenie swojego flow polega na trenowaniu  techniki do momentu, gdy podstawy jej wykonania  wejdą nam w odruch, a dopiero potem dopracowywaniu elementów takich jak upadek po wykonaniu techniki, odpowiedni nabieg, czy dokładne ułożenie ciała podczas lotu. Termin "flow" określa także płynne wykonywanie ruchów i technik np. na deskorolce, snowboardzie, desce surfingowej.